# Ciesze
Ciesze is een plaats in het Poolse district Moniecki, woiwodschap Podlachië. De plaats maakt deel uit van de gemeente Mońki en telt 140 inwoners.